# Шульгин, Лев Владимирович
Лев Влади́мирович Шульги́н (2 (14) марта 1890, Таганрог, Российская империя — 15 сентября 1968, Москва, СССР) — советский композитор, музыкальный педагог и критик, издатель.

## Биография
Лев Шульгин родился 2 (14) марта 1890 в Таганроге. С 9 лет учился игре на фортепиано у частного репетитора. В возрасте 12 лет поступил в Ростовское музыкальное училище по классу фортепиано, которое окончил в 1906 году. В 1907 году поступил в Петербургскую консерваторию. Учился по классу фортепиано но в 1910 году перешёл в класс теории композиции, написав к тому времени ряд вокальных и фортепианных произведений. Там он учился у Язепса Витолса. В 1914 году окончил консерваторию. В 1915—1918 годах жил в Пятигорске. Там он выступал как пианист, давал частные уроки. В 1918 году стал хормейстером в Театре миниатюр в Ростове-на-Дону. В молодости увлекся революционной борьбой, участвовал в большевистском движении. Вступил в коммунистическую партию в 1917 году, сразу после Октябрьской революции.
В 1920 году переехал в Москву. С этого времени в роли инструктора в политуправлении Красной армии занимался созданием хоровых самодеятельных коллективов и организацией концертов для красноармейцев. В 1921 году вошел в Московский пролеткульт, где заведовал информационным отделом, участвовал в этнографической секции Наркомпроса. В течение двенадцати лет с 1921 по 1933 год работал заведующим Агитотдела Музгиза. Был членом Российской ассоциации пролетарских музыкантов, позже — один из организаторов и руководителей Объединения революционных композиторов и музыкальных деятелей.
В 1926—1928 года ответственный редактор журнала «Музыка и революция». После упразднения в 1933 году Агитотдела некоторое время руководил Музыкальным техникумом при Военной академии им. Фрунзе, затем с 1936 года был директором Узбекской оперной студии при Московской консерватории. С 1938 до 1941 год преподавал музыкально-теоретические дисциплины в Туркменском отделении Московской консерватории. В 1941—1943 годах преподавал в Чкаловском музыкальном училище.
Умер в Москве 15 сентября 1968 года. Похоронен на Новодевичьем кладбище (Новая территория. Колумбарий, 131 секция).